# أتوي كو
أتوي كو (بالتاغالوغية: Atoy Co) مواليد 15 أكتوبر 1951 في الفلبين، هو لاعب كرة سلة فلبيني معتزل. بدأ مسيرته الاحترافية في سنة 1975. يبلغ طوله 6 قدم 2 بوصة (1.9 م). مثّل منتخب بلاده. اعتزل اللعب في 1988. يعتبر من بين أفضل 25 لاعب في تاريخ الرابطة الفلبينية لكرة السلة.